# Cattedrale di Évora
La cattedrale di Santa Maria Assunta (o cattedrale di Évora o Basílica Sé Catedral de Nossa Senhora da Assunção o Sé Catedral de Évora) è la chiesa cattolica maggiore di Évora e cattedrale dell'arcidiocesi di Évora. Si tratta della cattedrale più grande del Portogallo, costruita in un periodo di transizione tra romanico e gotico.
Il presbiterio è ornato da una pala d'altare con l'Assunta e Santi, eseguita nel 1736 da Agostino Masucci, affiancata da altre tele con Storie della Vergine, eseguite dalla sua bottega.

## Voci correlate

Cattedrale di Évora - Sé Catedral de Évora
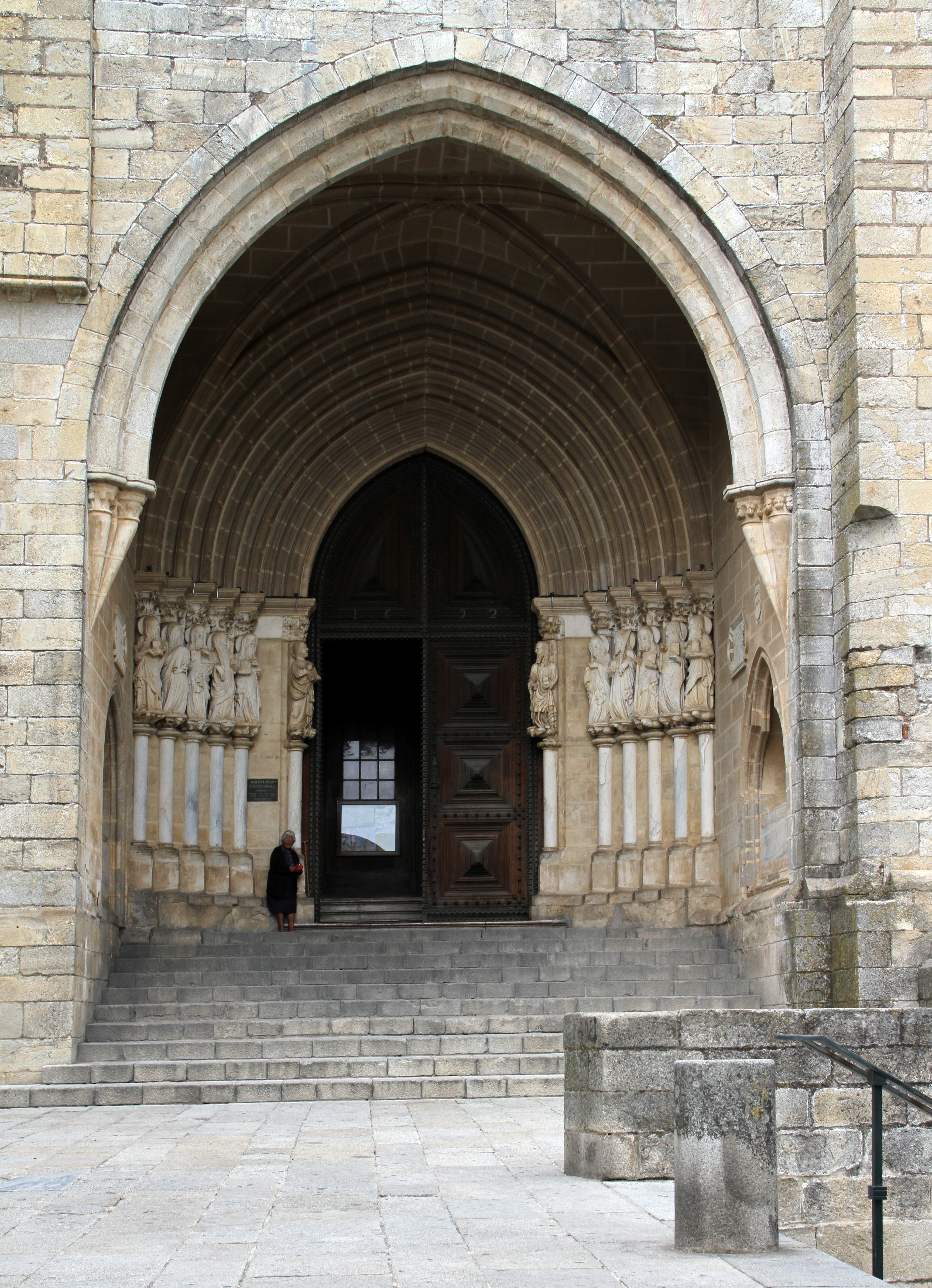
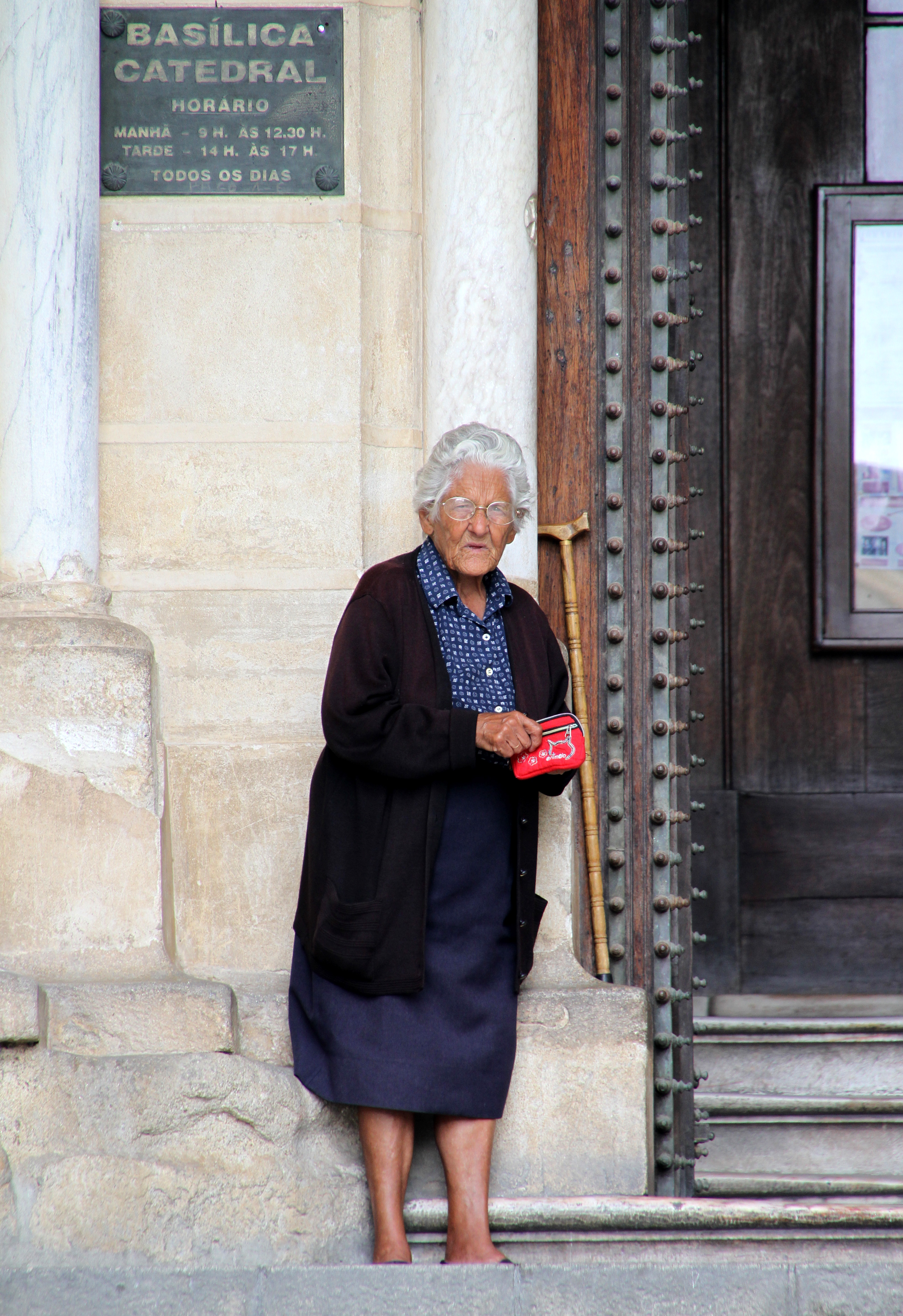
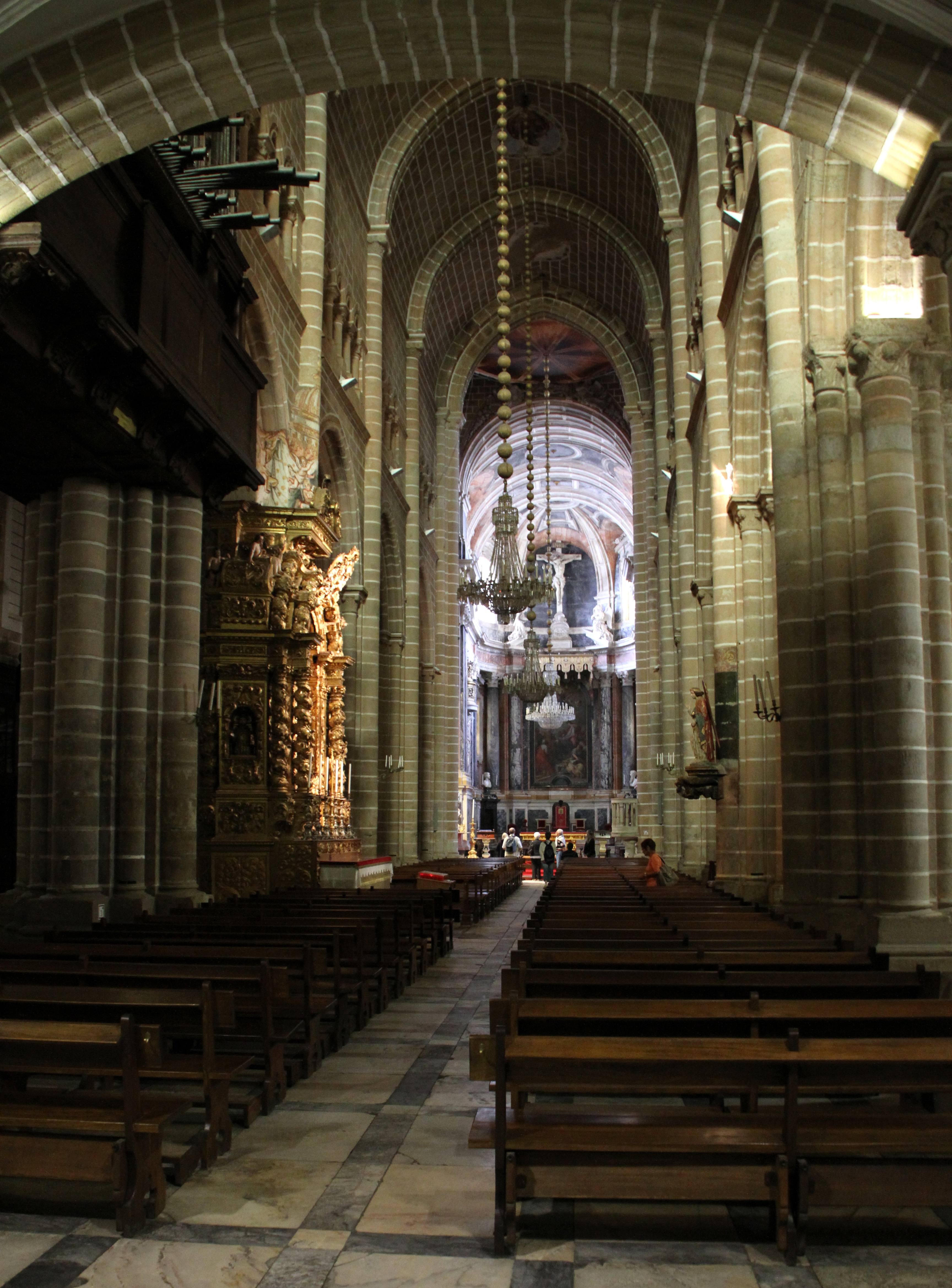
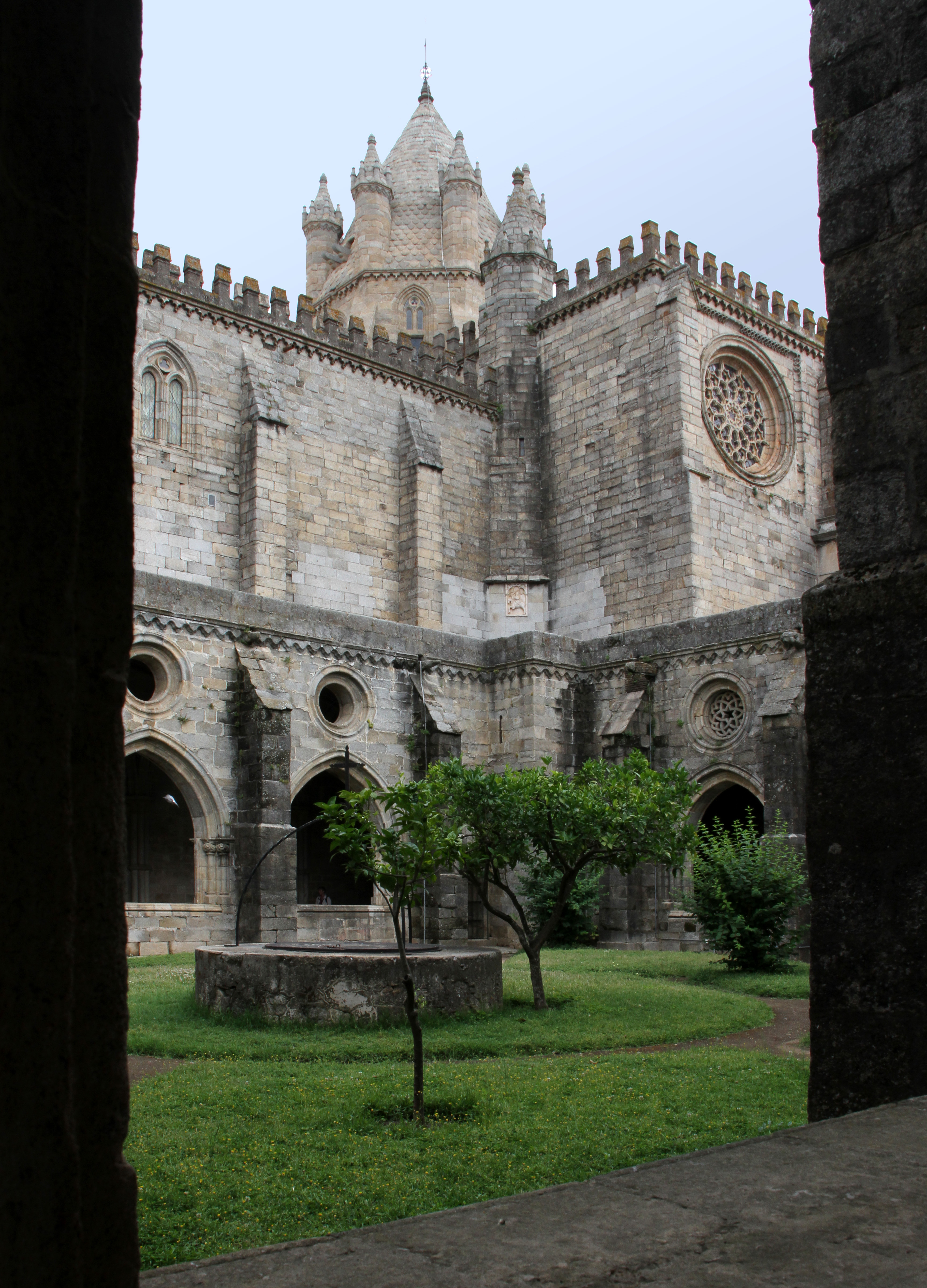
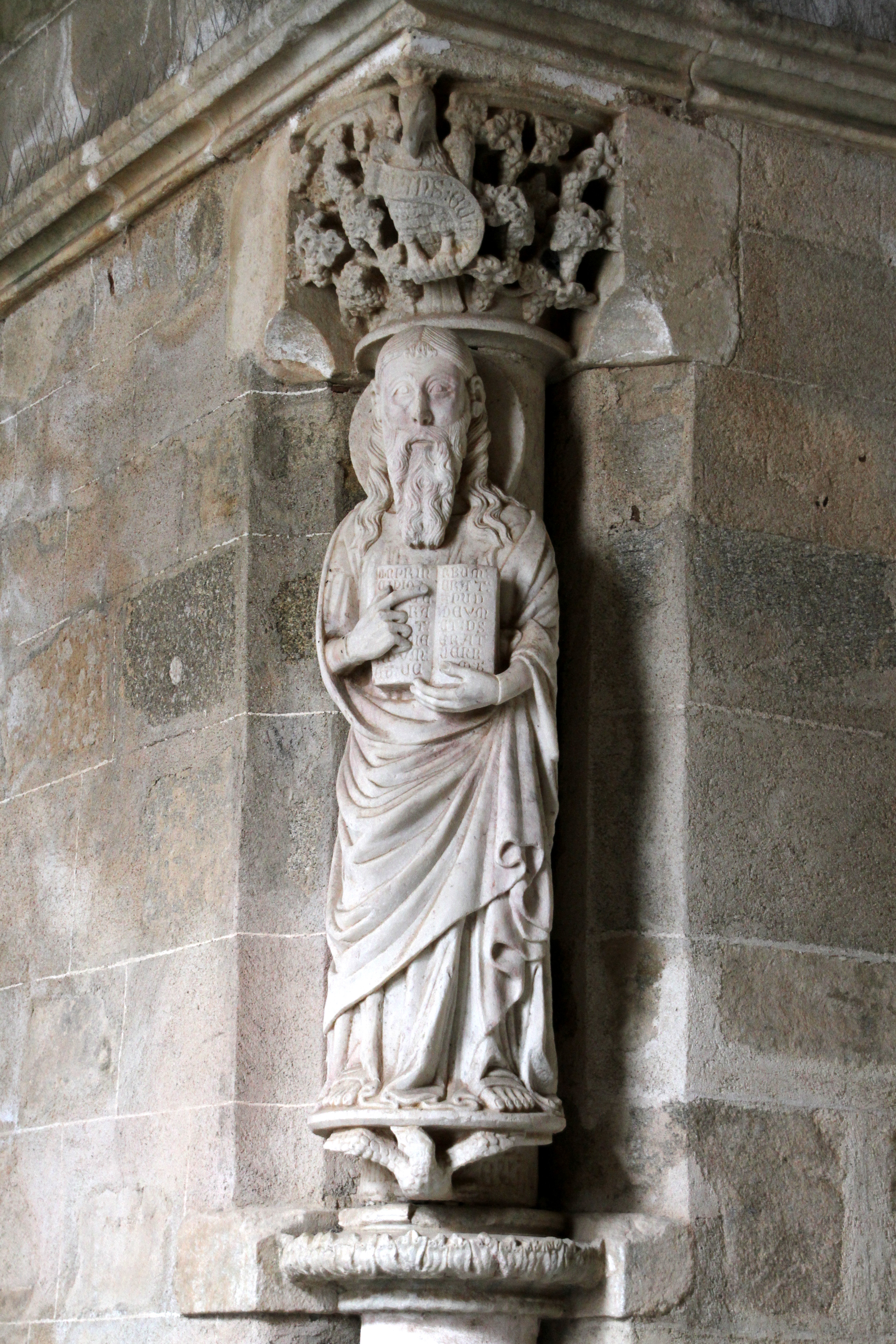
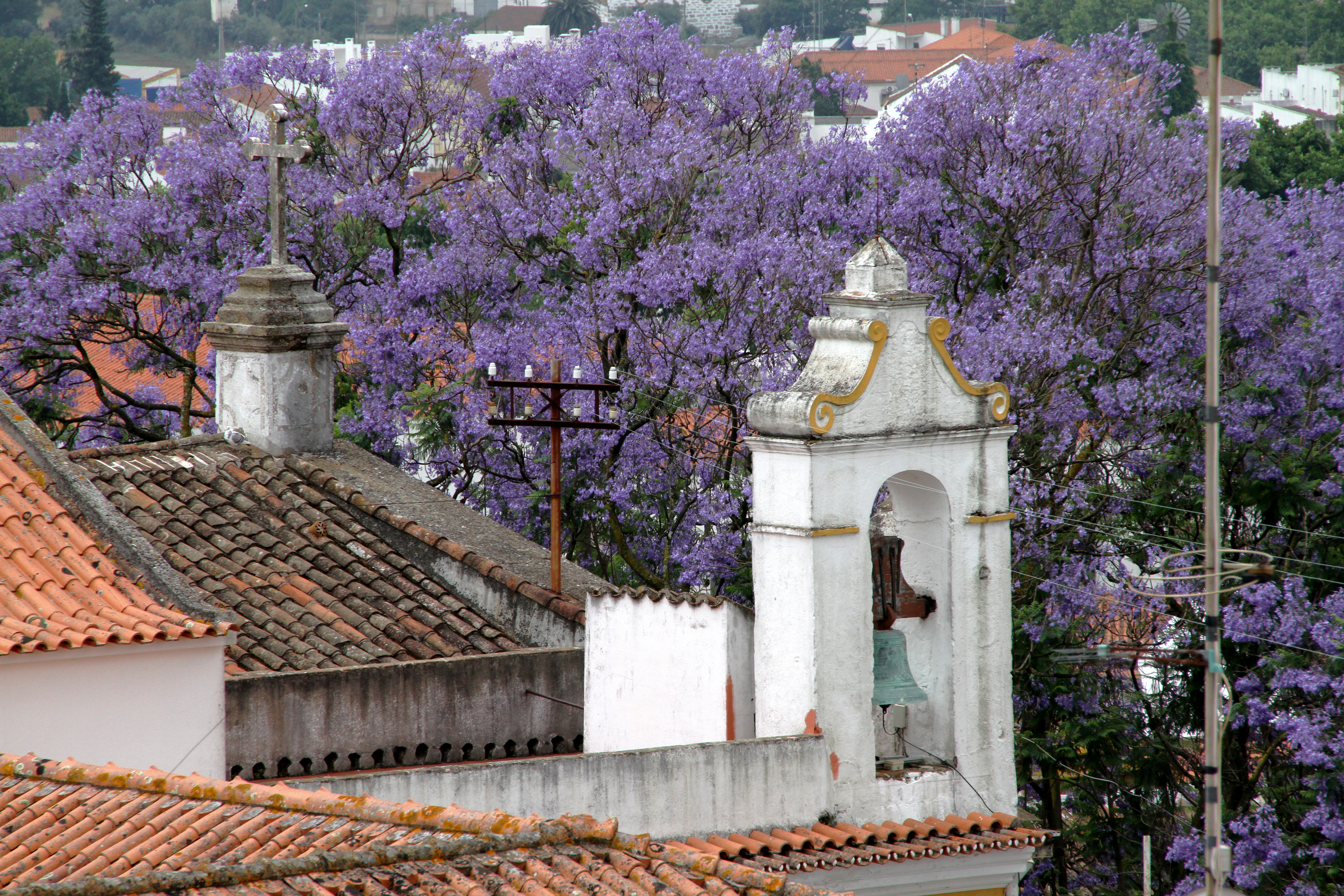
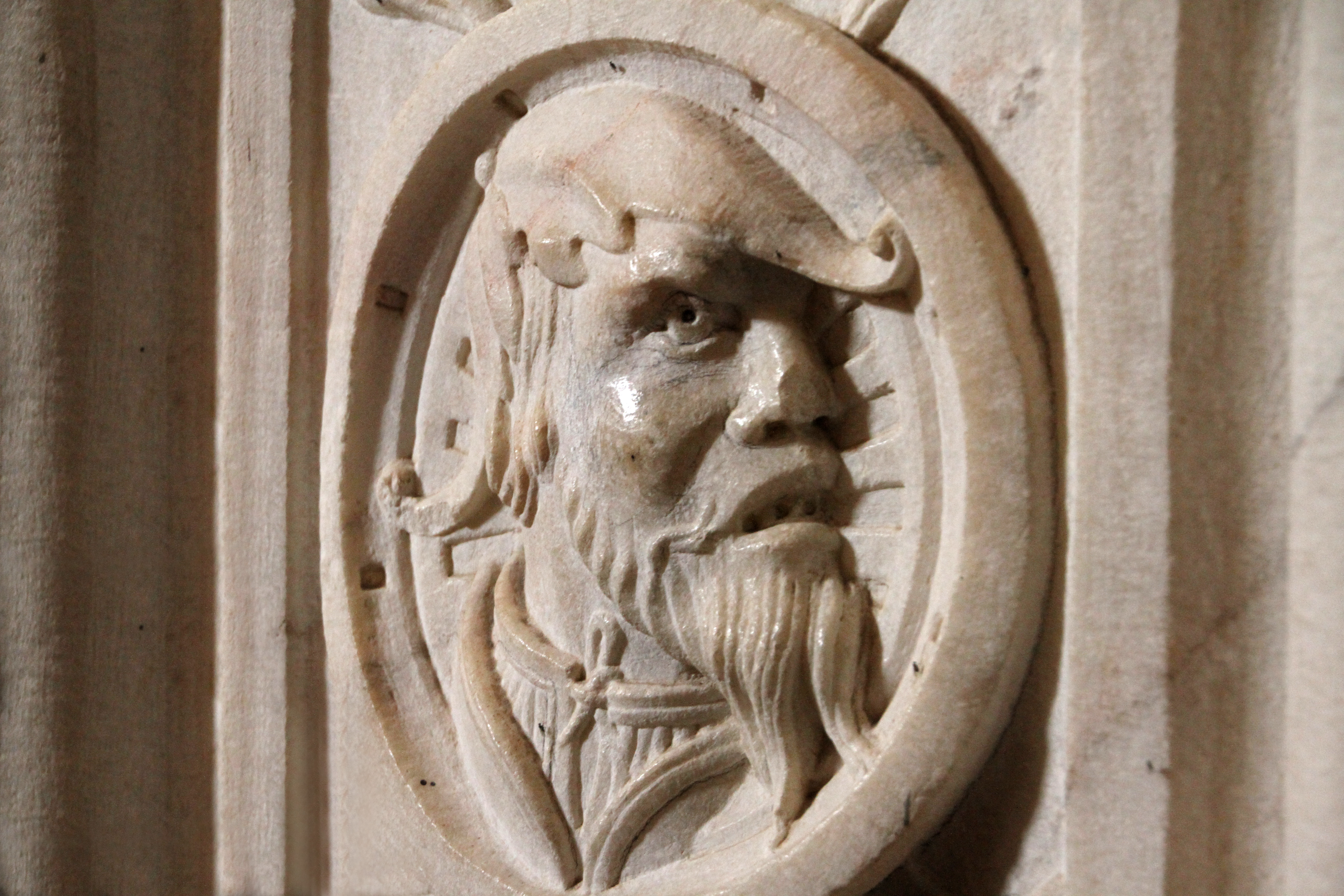
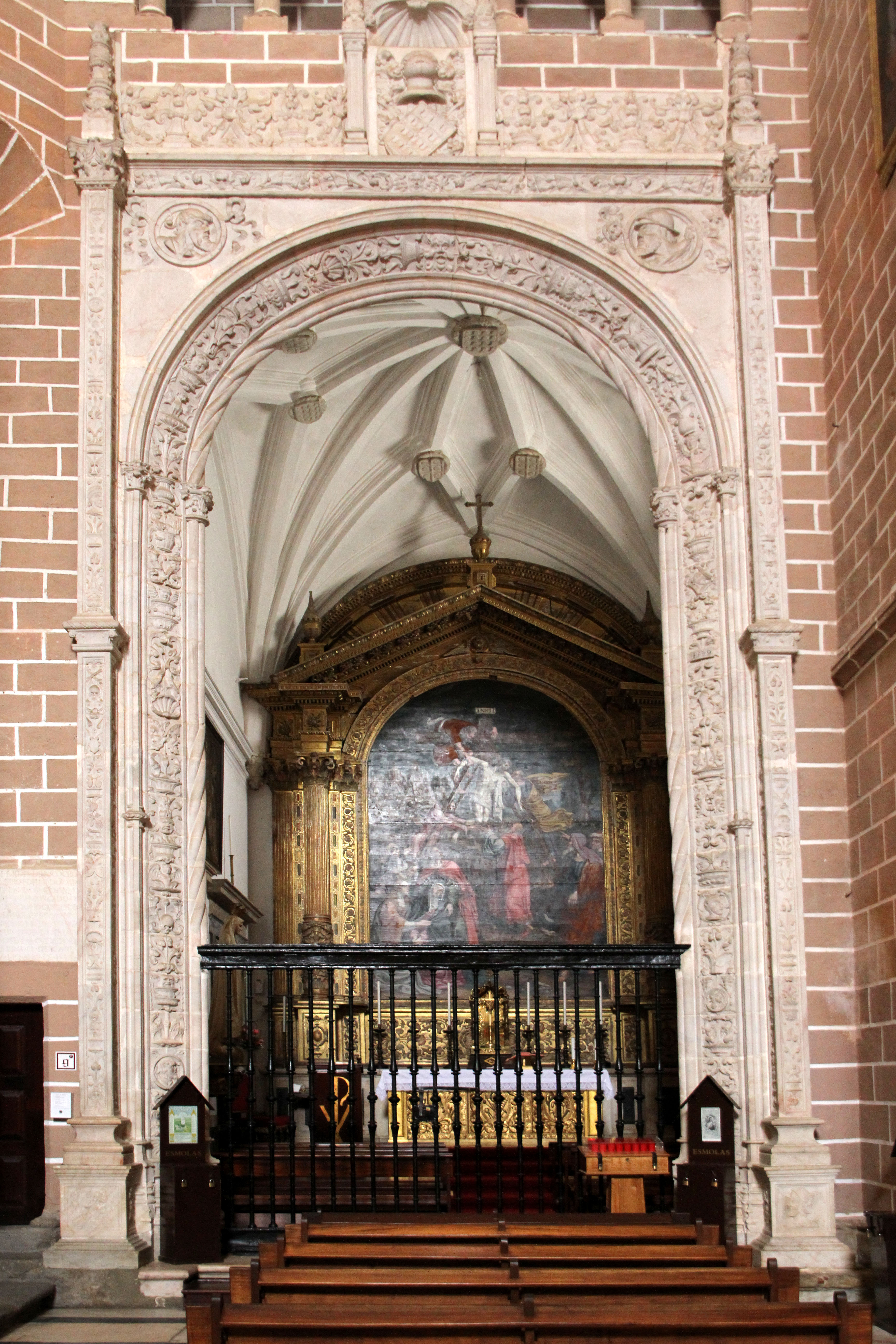